# Limaiinae
Limaiinae (лат.) — подсемейство вымерших насекомых из семейства златоглазок.
Древнейшие представители подсемейства, которые одновременно являются древнейшими известными златоглазками, найдены в отложениях средней юры Китая. Последние находки Limaiinae известны из эоцена Северной Америки. Отличительные признаки подсемейства: ячейка im длинная и вытянутая, поперечная жилка 2m-cu впадает в ячейку im в дистальном положении, жилка Psm развита слабо.

## Классификация
По данным сайта Paleobiology Database, на октябрь 2018 года в подсемейство включают 8 вымерших родов:
- Род Aberrantochrysa Khramov, 2018[4]
- Род Araripechrysa Martins-Neto & Vulcano, 1988
- Род Baisochrysa Makarkin, 1997
- Род Drakochrysa Yang & Hong, 1990
- Род Limaia Martins-Neto & Vulcano, 1988
- Род Mesypochrysa Martynov, 1927
- Род Parabaisochrysa Lu et al., 2018[5]
- Род Protochrysa Willmann & Brooks, 1991